# Portugália a 2018. évi téli olimpiai játékokon
Portugália a dél-koreai Phjongcshangban megrendezett 2018. évi téli olimpiai játékok egyik részt vevő nemzete volt. Az országot az olimpián 2 sportágban 2 sportoló képviselte, akik érmet nem szereztek.

## Alpesisí
Férfi
| Versenyző    | Versenyszám      | 1. futam | 1. futam | 2. futam | 2. futam | Összesítés | Összesítés |
| Versenyző    | Versenyszám      | Idő      | Hely.    | Idő      | Hely.    | Idő        | Helyezés   |
| ------------ | ---------------- | -------- | -------- | -------- | -------- | ---------- | ---------- |
| Arthur Hanse | Műlesiklás       | 58,26    | 46.      | 1:00,35  | 38.      | 1:58,61    | 38.        |
| Arthur Hanse | Óriás-műlesiklás | 1:22,43  | 76.      | 1:21,52  | 67.      | 2:43,95    | 66.        |

## Sífutás
Távolsági
Férfi
| Versenyző   | Versenyszám | Idő     | Helyezés |
| ----------- | ----------- | ------- | -------- |
| Kequyen Lam | 15 km       | 54:34,1 | 109.     |